# Deraeocoris olivaceus
Espèce
Deraeocoris olivaceus est une espèce d'insectes du sous-ordre des hétéroptères (punaises), de la famille des Miridae.
Cet insecte long d'environ 10 mm vit sur les arbres fruitiers, les aubépines où il se nourrit surtout de petits insectes (pucerons, etc.).